# 斯維里多尼夫卡 (新特羅伊齊克區)
46°29′39″N 34°21′57″E / 46.49417°N 34.36583°E
斯維里多尼夫卡（烏克蘭語：Свиридонівка）是位於烏克蘭南部的村莊，由赫爾松州海尼切斯克區的新特羅伊齊克市鎮負責管轄。該村始建於1910年，面積0.15平方公里，海拔高度30米，2001年人口2，人口密度每平方公里13人。